# Jean-Baptiste Pitrot
Jean-Baptiste Pitrot detto Pitrot il Giovane per distinguerlo dal suo fratello maggiore Antoine, (Bordeaux, 22 maggio 1729 – Bruxelles, 4 gennaio 1809) è stato un ballerino e coreografo francese e maestro di balletto.
Suo padre, Barthélemy Pitrot, fu un attore e ballerino che percorse, in lungo e in largo, le province francesi dei Paesi Bassi meridionali nella prima metà del XVIII secolo.

## Biografia
Iniziò la sua carriera prima del 1748 al Théâtre de la comédie italienne a Parigi. Danzò in una produzione de L'Opérateur chinois, un balletto di Jean-Baptiste Dehesse, dall'11 gennaio 1749 in poi e realizzò la prima di Les Tartares nello stesso teatro il 14 agosto 1755.
I direttori del  Théâtre de la Monnaie di Bruxelles, D'Hannetaire e Gourville, nel 1756, lo convocarono per entrare nella loro compagnia. Pitrot danzò poi a Lilla nel 1758 e fu condirettore del teatro di Gand dal 1758 al 1759, tornando alla Comédie-Italienne nel 1759. Ottenne quindi l'autorizzazione per esibirsi in spettacoli a Liegi nel 1760, e tornò a Lilla nel 1761 e a Gand nel 1762. Il 7 maggio 1762, fece il suo debutto a L'Aia come ballerino principale e maestro di balletto. Ottenne un successo dopo l'altro in Les Chasseurs, Le Vieillard rajeuni, Le Tailleur, Les Tonneliers allemands e Le Brouetteur italien.
Dopo una lunga assenza, tornò a Bruxelles nel 1771 come maestro di ballo, ingaggiato dai registi Ignaz Vitzthumb e Louis Compain. Dopo un'altra assenza, tornò di nuovo a Bruxelles nel 1784, e lì sposò una ragazza di 31 anni più giovane (con la quale ebbe un figlio chiamato Antoine, che in seguito ebbe una carriera da magistrato). Il 4 novembre 1805 pubblicò il seguente annuncio su L'Oracle:
(Jean-Baptiste Pitrot su L'Oracle)
C'erano poche possibilità che queste offerte incontrassero il successo, poiché a quell'epoca aveva allora 76 anni e morì poco dopo al Grand Hospice di Bruxelles.